# أنيتا ميلر
أنيتا ميلر (بالإنجليزية: Anita Miller)‏ هي لاعب هوكي الحقل أمريكية، ولدت في 14 مايو 1951 في برين مار ‏ في الولايات المتحدة.

## وصلات خارجية
- أنيتا ميلر على موقع أوليمبيديا (الإنجليزية)